# Agelena keniana
Agelena keniana är en spindelart som beskrevs av Roewer 1955. Agelena keniana ingår i släktet Agelena och familjen trattspindlar.
Artens utbredningsområde är Kenya. Inga underarter finns listade i Catalogue of Life.